# 이노센테 데 티
《이노센테 데 티》(스페인어: Inocente de ti)은 2004년 방영된 멕시코의 텔레노벨라이다.